# Міхаїл-Когелнічану (Ясси)
Міхаїл-Когелнічану (рум. Mihail Kogălniceanu) — село у повіті Ясси в Румунії. Входить до складу комуни Цигенаші.
Село розташоване на відстані 339 км на північ від Бухареста, 25 км на північний захід від Ясс.

## Населення
За даними перепису населення 2002 року у селі проживали 1190 осіб, усі — румуни. Усі жителі села рідною мовою назвали румунську.